# Египат на Светском првенству у атлетици у дворани 2016.
Египат је учествовао на 16. Светском првенству у атлетици у дворани 2016. одржаном у Портланду од 17. до 20. марта тринаести пут. Репрезентацију Египта представљао је један атлетичар, који се такмичио у бацању кугле.,
На овом првенству такмичар Египата није освојио ниједну медаљу нити је остварио неки резултат.

## Учесници
Мушкарци:
- Мустафа Амр Ахмед Ахмед Хасан — Бацање кугле

## Резултати

### Мушкарци
| Атлетичар                     | Дисциплина   | Лични рекорд | Квалификација | Квалификација | Полуфинале | Полуфинале | Финале   | Финале       | Детаљи |
| Атлетичар                     | Дисциплина   | Лични рекорд | Резултат      | Место         | Резултат   | Место      | Резултат | Место        | Детаљи |
| ----------------------------- | ------------ | ------------ | ------------- | ------------- | ---------- | ---------- | -------- | ------------ | ------ |
| Мустафа Амр Ахмед Ахмед Хасан | 60 м препоне | 20,46 НР     |               |               |            |            | 19,81    | 13 / 29 (31) |        |